# Moxteje
Moxteje är en ort i Mexiko, tillhörande kommunen Jiquipilco i den nordvästra delen av delstaten Mexiko. Orten hade 646 invånare vid folkräkningen 2010.